# 天主教魯伊吉教區
天主教魯伊吉教區 （拉丁語：Dioecesis Ruyigiensis）是布隆迪一個羅馬天主教教區，屬基特加總教區。
教區成立於1973年4月13日，包括魯伊吉省和坎庫佐省。2010年有教友334,330人（佔轄區總人口59.9%）、四十四個堂區、十四名司鐸。現任教區主教為布莱斯·恩泽依马纳。